# Andrena sitiliae
Andrena sitiliae är en biart som beskrevs av Henry Lorenz Viereck 1909. Andrena sitiliae ingår i släktet sandbin, och familjen grävbin. Inga underarter finns listade i Catalogue of Life.